# Anatolidion
Anatolidion is een monotypisch geslacht van spinnen uit de familie van de Theridiidae (Kogelspinnen).

## Soort
- Anatolidion gentile Simon, 1881